# CRO Race
CRO Race (do roku 2018 nazývaný Kolem Chorvatska) je etapový cyklistický závod konaný v Chorvatsku. Závod se koná od roku 2015 a je součástí UCI Europe Tour na úrovni 1.1. Závod je organizován společností Top Sport Events, jejímž ředitelem je Vladimir Miholjević, bývalý profesionální cyklista. Původní datum konání bylo stanoveno na duben s cílem učinit ze závodu přípravu na květnové Giro d'Italia, ale od roku 2019 se CRO Race koná na přelomu září a října.

## Seznam vítězů
| Rok  | Země                               | Jezdec                             | Tým                                |
| ---- | ---------------------------------- | ---------------------------------- | ---------------------------------- |
| 2015 | Polsko                             | Maciej Paterski                    | CCC–Sprandi–Polkowice              |
| 2016 | Chorvatsko                         | Matija Kvasina                     | Synergy Baku                       |
| 2017 | Itálie                             | Vincenzo Nibali                    | Bahrain–Merida                     |
| 2018 | Bělorusko                          | Konstantin Sivcov                  | Bahrain–Merida                     |
| 2019 | Spojené království                 | Adam Yates                         | Mitchelton–Scott                   |
| 2020 | Nejelo se kvůli pandemii covidu-19 | Nejelo se kvůli pandemii covidu-19 | Nejelo se kvůli pandemii covidu-19 |
| 2021 | Spojené království                 | Stephen Williams                   | Team Bahrain Victorious            |
| 2022 | Slovinsko                          | Matej Mohorič                      | Team Bahrain Victorious            |
| 2023 | Venezuela                          | Orluis Aular                       | Caja Rural–Seguros RGA             |

### Vítězství dle zemí
| Vítězství | Země                                                   |
| --------- | ------------------------------------------------------ |
| 2         | Spojené království                                     |
| 1         | Polsko Chorvatsko Itálie Bělorusko Slovinsko Venezuela |